# Partido Laborista (Reino Unido)
El Partido Laborista (en inglés, Labour Party) es un partido político de centroizquierda que gobierna actualmente el Reino Unido. Deriva del Comité de Representación Laborista, creado en 1900 en una reunión de sindicatos. Se considera como el principal partido de izquierda en Inglaterra, Escocia y Gales desde 1920. Recientemente ha comenzado a reorganizarse en Irlanda del Norte. Superó por primera vez al Partido Liberal en las elecciones generales de 1922.
Desde entonces, el partido ha formado diversos gobiernos, inicialmente en minoría, bajo el mandato de Ramsay MacDonald al frente del gobierno laborista de 1924, y de nuevo de 1929 a 1931. Durante la Segunda Guerra Mundial se convirtió en un socio junior de la coalición de Winston Churchill. Más tarde pudo formar gobiernos en mayoría bajo el mandato de Clement Attlee desde 1945 a 1951 y de nuevo de 1964 a 1970, esta vez de la mano de Harold Wilson. También consiguió formar gobierno de 1974 a 1979, con Wilson al frente y luego James Callaghan, si bien estos gobiernos tuvieron una posición precaria debida a una débil mayoría. 
Obtuvo mayoría de escaños en las elecciones generales de 1997 del Reino Unido (418, 43 %), bajo el liderazgo de Tony Blair, obteniendo la primera victoria electoral del partido desde 1974 y la primera vez que obtenían más del 40 % de los votos desde 1970. Esta gran mayoría de votos que obtuvieron en la Cámara de los Comunes fue ligeramente reducida (413, 40,7 %) en las elecciones generales de 2001 y reducida considerablemente (356, 35 %) en las elecciones generales de 2005. Después de las elecciones generales del Reino Unido de 2015 (232, 30,4 %), el líder era Ed Miliband, quien renunció al liderato del partido después de que los laboristas solo ganaran 232 escaños. Con el siguiente líder, Jeremy Corbyn, el partido obtuvo 261 escaños (262, 40.0%) en las elecciones celebradas en 2017 y dimitió tras las de 2019 (202, 32,1 %).
El Partido Laborista es miembro del Partido Socialista Europeo y de la Internacional Socialista. Al momento de la salida del Reino Unido de la Unión Europea (Brexit), estaba representado en la Alianza Progresista de Socialistas y Demócratas dentro del Parlamento Europeo.

## Historia

### Establecimiento
El Partido Laborista se originó a fines del siglo XIX, cumpliendo con la demanda de un nuevo partido político que representara los intereses y necesidades de la clase trabajadora urbana, un grupo demográfico que había aumentado en número, y muchos de los cuales solo obtuvieron sufragio con el paso de Ley de representación del pueblo de 1884. Algunos miembros del movimiento sindical se interesaron en ingresar al campo político, y luego de nuevas prórrogas de la franquicia de votación en 1867 y 1885, el Partido Liberal respaldó a algunos candidatos patrocinados por los sindicatos. El primer candidato Lib-Lab a presentarse fue George Odger en Southwark, elección parcial de 1870. Además, varios pequeños grupos socialistas se habían formado en esta época, con la intención de vincular el movimiento a las políticas políticas. Entre ellos se encontraban el Partido Laborista Independiente, la Sociedad Fabiana intelectual y en gran parte de la clase media, la Federación Socialdemócrata Marxista y el Partido Laborista Escocés.
En las elecciones generales de 1895, el Partido Laborista Independiente presentó 28 candidatos pero obtuvo solo 44 325 votos. Keir Hardie, el líder del partido, creía que para obtener el éxito en las elecciones parlamentarias, sería necesario unirse a otros grupos de izquierda. Las raíces de Hardie como predicador laico contribuyeron a un espíritu del partido que llevó al comentario del secretario general Morgan Phillips en la década de 1950 de que "el socialismo en Gran Bretaña le debía más al metodismo que a Marx".

### Comité de Representación Laborista

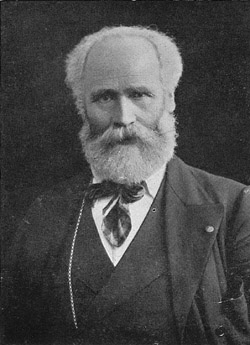
Keir Hardie, uno de los fundadores del Partido Laborista y su primer líder.

En 1899, un miembro de Doncaster de la Amalgamated Society of Railway Servants, Thomas R. Steels, propuso en su rama sindical que el Congreso de Sindicatos convocara una conferencia especial para reunir a todas las organizaciones de izquierda y formarlas en un solo cuerpo que Patrocinador de los candidatos parlamentarios. La moción fue aprobada en todas las etapas por el TUC, y la conferencia propuesta se llevó a cabo en el Memorial Hall en Farringdon Street los días 26 y 27 de febrero de 1900. Asistieron a la reunión un amplio espectro de organizaciones de clase trabajadora y de izquierda: oficios los sindicatos representaron alrededor de un tercio de los miembros de los delegados de TUC.
Después de un debate, los 129 delegados aprobaron la moción de Hardie para establecer «un Grupo Laborista distinto en el Parlamento, que tendrá sus propios látigos, y acordar su política, que debe abarcar la disposición de cooperar con cualquier partido que por el momento pueda ser comprometido en promover la legislación en los intereses directos del trabajo». Esto creó una asociación llamada Comité de Representación Laborista (LRC, por sus siglas en inglés), destinada a coordinar los intentos de apoyar a los parlamentarios patrocinados por sindicatos y representar a la población de la clase trabajadora. No tenía un solo líder, y en ausencia de uno, el candidato del Partido Laborista Independiente Ramsay MacDonald fue elegido como Secretario. Tenía la tarea de mantener unidos los diversos aspectos de las opiniones en el LRC. los octubre de 1900, la "elección caqui" llegó demasiado pronto para que el nuevo partido hiciera una campaña efectiva; Los gastos totales para la elección solo llegaron a £ 33. Sólo se patrocinaron quince candidaturas, pero dos tuvieron éxito; Keir Hardie en Merthyr Tydfil y Richard Bell en Derby.
El apoyo para el LRC fue impulsado por el caso Taff Vale de 1901, una disputa entre los huelguistas y una compañía ferroviaria que terminó con la orden al sindicato de pagar £ 23,000 por daños por una huelga. La sentencia efectivamente hizo que las huelgas fueran ilegales, ya que los empleadores podían recuperar el costo de los negocios perdidos de los sindicatos. La aparente aquiescencia del Gobierno conservador de Arthur Balfour a los intereses industriales y comerciales (tradicionalmente los aliados del Partido Liberal en oposición a los intereses terratenientes del conservador) intensificaron el apoyo a la LRC contra un gobierno que parecía tener poca preocupación por el proletariado industrial y sus problemas.
En la elección de 1906, el LRC ganó 29 escaños, ayudado por un pacto secreto de 1903 entre Ramsay MacDonald y el jefe de los liberales, Herbert Gladstone, cuyo objetivo era evitar dividir el voto de oposición entre los candidatos del Partido Laborista y los Liberales con el interés de destituir a los conservadores de su cargo.
En su primera reunión después de la elección, los miembros del parlamento del grupo decidieron adoptar formalmente el nombre "El Partido Laborista" (15 de febrero de 1906). Keir Hardie, que había asumido un papel de liderazgo en la creación del partido, fue elegido presidente del Partido Laborista Parlamentario (en efecto, el Líder), aunque solo por un voto sobre David Shackleton después de varias votaciones. En los primeros años del partido, el Partido Laborista Independiente (ILP) proporcionó gran parte de su base de activistas, ya que el partido no tenía membresía individual hasta 1918, sino que operaba como un conglomerado de cuerpos afiliados. La Sociedad Fabiana proporcionó gran parte del estímulo intelectual para el partido. Uno de los primeros actos del nuevo Gobierno liberal fue revertir la sentencia de Taff Vale.
El Museo de Historia del Pueblo en Mánchester contiene las actas de la primera reunión del Partido Laborista en 1906 y las exhibe en las galerías principales. También dentro del museo se encuentra el Archivo de Historia Laborista y el Centro de Estudios, que alberga la colección del Partido Laborista, con material que va desde 1900 hasta la actualidad.

### Primeros años
En la elección de diciembre de 1910, 42 diputados laboristas fueron elegidos para la Cámara de los Comunes, una victoria significativa ya que, un año antes de la elección, la Cámara de los Lores dictó la sentencia de Osborne que dictaminaba que los miembros del sindicato tendrían que "optar" para enviar contribuciones. Al Trabajo, en vez de presumir su consentimiento. Los liberales gobernantes no estaban dispuestos a derogar esta decisión judicial con legislación primaria. El punto álgido del compromiso liberal fue introducir un salario para los miembros del Parlamento para así  eliminar la necesidad de involucrar a los sindicatos. En 1913, ante la oposición de los sindicatos más grandes, el gobierno liberal aprobó la Ley de Conflictos Comerciales para permitir que los sindicatos financien una vez más a los parlamentarios laboristas sin buscar el consentimiento expreso de sus miembros.
Durante la Primera Guerra Mundial, el Partido Laborista se dividió entre los partidarios y los opositores del conflicto, pero la oposición a la guerra creció dentro del partido con el paso del tiempo. Ramsay MacDonald, un destacado activista contra la guerra, renunció como líder del Partido Laborista Parlamentario y Arthur Henderson se convirtió en la principal figura de autoridad dentro del partido. Pronto fue aceptado en el gabinete de guerra del primer ministro Asquith, convirtiéndose en el primer miembro del Partido Laborista en servir en el gobierno.
A pesar del apoyo generalizado del Partido Laborista a la coalición, el Partido Laborista Independiente fue instrumental en oponerse al reclutamiento a través de organizaciones como la No-Conscription Fellowship, mientras que una afiliada del Partido Laborista, el Partido Socialista Británico, organizó una serie de huelgas no oficiales.
Arthur Henderson renunció al gabinete en 1917, en medio de un llamado a que la unidad del partido fuera reemplazada por George Barnes. El crecimiento en la base de activistas locales de Labour y la organización se reflejó en las elecciones posteriores a la guerra, el movimiento cooperativo ahora proporciona sus propios recursos al Partido Cooperativo después del armisticio. El Partido Cooperativo llegó más tarde a un acuerdo electoral con el Partido Laborista.
Henderson dirigió su atención a la construcción de una sólida red de apoyo basada en el distrito electoral para el Partido Laborista. Anteriormente, tenía poca organización nacional, basada principalmente en ramas de sindicatos y sociedades socialistas. Trabajando con Ramsay MacDonald y Sidney Webb, Henderson en 1918 estableció una red nacional de organizaciones de electores. Operaban por separado de los sindicatos y del Comité Ejecutivo Nacional y estaban abiertos a todos los que simpatizaban con las políticas del partido. En segundo lugar, Henderson aseguró la adopción de una declaración completa de las políticas del partido, tal como fue redactada por Sidney Webb. Titulado "El trabajo y el nuevo orden social", siguió siendo la plataforma básica del Trabajo hasta 1950. Proclamó un partido socialista cuyo principio incluía un nivel de vida mínimo garantizado para todos, la nacionalización de la industria y los impuestos pesados de los grandes ingresos y la riqueza. Fue en 1918 que la Cláusula IV, tal como fue redactada por Sidney Webb, fue adoptada en la constitución de Labour, comprometiendo a la parte a trabajar por "la propiedad común de los medios de producción, distribución e intercambio".
Con la Ley de representación del pueblo de 1918, casi todos los hombres adultos (excepto sus compañeros, criminales y lunáticos) y la mayoría de las mujeres mayores de treinta años tuvieron derecho a votar, casi triplicando el electorado británico de un golpe, desde 7,7 millones de personas. 1912 a 21,4 millones en 1918. Esto preparó el escenario para un aumento en la representación laborista en el parlamento. Al Partido Comunista de Gran Bretaña se le negó la afiliación al Partido Laborista entre 1921 y 1923.
Mientras tanto, el Partido Liberal declinó rápidamente, y el partido también sufrió una división catastrófica que permitió que el Partido Laborista obtuviera gran parte del apoyo de los liberales. Con los liberales en desorden, los laboristas ganaron 142 escaños en 1922, convirtiéndose en el segundo grupo político más grande en la Cámara de los Comunes y la oposición oficial al gobierno conservador. Después de la elección, Ramsay MacDonald fue elegido como el primer líder oficial del Partido Laborista.

### Primer gobierno laborista (1924)

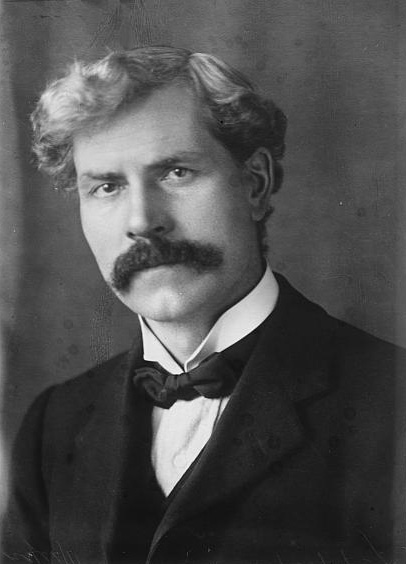
Ramsay MacDonald, primer primer ministro laborista (1924 y 1929-1931).

Las elecciones generales de 1923 se pelearon por las propuestas proteccionistas de los conservadores, pero, aunque obtuvieron la mayoría de los votos y siguieron siendo el partido más grande, perdieron la mayoría en el parlamento, lo que requirió la formación de un gobierno que apoyara el libre comercio. Así, con la aquiescencia de los liberales de Asquith, Ramsay MacDonald se convirtió en el primer primer ministro laborista en enero de 1924, formando el primer gobierno laborista, a pesar de que los laboristas tenían solo 191 diputados (menos de un tercio de la Cámara de los Comunes).
Debido a que el gobierno tuvo que confiar en el apoyo de los liberales, no pudo aprobar ninguna legislación radical. El logro más significativo fue la Ley de Vivienda de Wheatley, que inició un programa de construcción de 500 000 viviendas para alquiler a trabajadores con salarios bajos. También se aprobó legislación sobre educación, desempleo, seguro social y protección de inquilinos. Aunque no se introdujeron cambios importantes, el principal logro del gobierno fue demostrar que los laboristas eran capaces de gobernar.
Si bien no hubo huelgas laborales importantes durante su mandato, MacDonald actuó rápidamente para poner fin a los que estallaron. Cuando el ejecutivo del Partido Laborista criticó al gobierno, contestó que "los paros públicos, el Poplarismo [desafío local al gobierno nacional], las huelgas por aumento de salarios, la limitación de la producción, no solo no son socialismo, sino que pueden confundir el espíritu y la política de El movimiento socialista".
El gobierno colapsó después de solo nueve meses cuando los liberales votaron por una investigación del Comité Selecto en el caso Campbell, una votación que MacDonald había declarado como un voto de confianza. Las siguientes elecciones generales de 1924 vieron la publicación, cuatro días antes del día de la votación, de la falsificada carta de Zinoviev, en la que Moscú habló de una revolución comunista en Reino Unido. La carta tuvo poco impacto en el voto laborista, que se mantuvo. Fue el colapso del Partido Liberal lo que llevó a un desprendimiento de tierras conservador. Se devolvió al poder a los conservadores, aunque el Partido Laborista aumentó su voto del 30,7 % a un tercio del voto popular, y la mayor parte de los conservadores se hizo a expensas de los liberales. Sin embargo, varios laboristas durante años culparon de su derrota al juego sucio (la carta de Zinoviev), por lo que, según la AJP, Taylor malinterpretó a las fuerzas políticas en el trabajo y retrasó las reformas necesarias en el partido.
En oposición, MacDonald continuó su política de presentar al Partido Laborista como una fuerza moderada. Durante la huelga general de 1926, el partido se opuso a la huelga general, argumentando que la mejor manera de lograr reformas sociales era a través de las urnas. Los líderes también temían la influencia comunista orquestada desde Moscú.
El partido tenía una política exterior distintiva y sospechosa basada en el pacifismo. Sus líderes creían que la paz era imposible debido al capitalismo, la diplomacia secreta y el comercio de armamentos. En eso se destacaron los factores materiales que ignoraron los recuerdos psicológicos de la Gran Guerra y las tensiones altamente emocionales con respecto al nacionalismo y las fronteras de los países.

### Segundo gobierno laborista (1929-1931)
En las elecciones generales de 1929 el Partido Laborista se convirtió en el más grande en la Cámara de los Comunes por primera vez, con 287 escaños y el 37,1 % del voto popular. Sin embargo, MacDonald todavía dependía del apoyo liberal para formar un gobierno minoritario. MacDonald llegó a nombrar a la primera ministra de gabinete de Gran Bretaña; Margaret Bondfield, quien fue nombrada ministra de Trabajo.
El segundo gobierno de MacDonald se encontraba en una posición parlamentaria más fuerte que su primera, y en 1930 los laboristas pudieron aprobar leyes para aumentar el salario por desempleo, mejorar los salarios y las condiciones en la industria del carbón (es decir, los problemas detrás de la huelga general) y aprobar una ley de vivienda que Centrado en espacios libres.
Sin embargo, el gobierno pronto se vio envuelto en una crisis: el desplome de Wall Street de 1929 y la eventual Gran Depresión ocurrió poco después de que el gobierno llegara al poder, y la caída del comercio mundial golpeó duramente a Gran Bretaña. A fines de 1930, el desempleo se había duplicado a más de dos millones y medio. El gobierno no tenía respuestas efectivas al deterioro de la situación financiera, y para 1931 había mucho temor de que el presupuesto estuviera desequilibrado, lo que fue confirmado por el Informe independiente de mayo.lo que provocó una crisis de confianza y una carrera en la libra. El gabinete quedó estancado por su respuesta, con varios miembros influyentes que no estaban dispuestos a apoyar los recortes presupuestarios (en particular, un recorte en la tasa de desempleo) que fueron presionados por la administración pública y los partidos de la oposición. El ministro de Hacienda, Philip Snowden, se negó a considerar el gasto en déficit o las tarifas como soluciones alternativas. Cuando se tomó una votación final, el Gabinete se dividió 11-9 con una minoría, incluidos muchos pesos pesados políticos como Arthur Henderson y George Lansbury, que amenazaban con renunciar en lugar de aceptar los recortes. La fractura impracticable, el 24 de agosto de 1931, hizo dimitir al gobierno. MacDonald fue alentado por el rey Jorge V a formar un gobierno nacional de todos los partidos para afrontar la crisis inmediata.
La crisis financiera empeoró y se requirió una acción gubernamental decisiva, ya que los líderes de los Partidos Conservador y Liberal se reunieron con el rey Jorge V y MacDonald, al principio para discutir el apoyo a los recortes de gastos, pero más tarde para discutir la forma del próximo gobierno. El rey desempeñó el papel central al exigir que se formara un gobierno nacional. El 24 de agosto, MacDonald acordó formar un gobierno nacional compuesto por hombres de todas las partes con el objetivo específico de equilibrar el presupuesto y restaurar la confianza. El nuevo gabinete tenía cuatro laboristas (que formaban  un grupo nacional) que estaban con MacDonald, más cuatro conservadores (liderados por Baldwin, Chamberlain) y dos liberales. Los movimientos de MacDonald provocaron gran enojo entre la gran mayoría de los activistas del Partido Laborista, que se sintieron traicionados. Los sindicatos obreros se opusieron y el Partido Laborista fue rechazado oficialmente por el nuevo gobierno nacional. Expulsó a MacDonald y sus partidarios y convirtió a Henderson en el líder del principal partido laborista. Henderson lo llevó a las elecciones generales del 27 de octubre contra la coalición nacional de tres partidos. Fue un desastre para el laborismo, que se redujo. a una pequeña minoría de 52 escaños. El gobierno nacional dominado por los conservadores, liderado por MacDonald, ganó por la mayor ventaja habida hasta entonces en la historia política británica.
En 1931, el Partido Laborista hizo una campaña de oposición a los recortes en el gasto público, pero encontró difícil defender el historial del gobierno anterior del partido y el hecho de que la mayoría de los recortes se habían acordado antes de que cayera. El historiador Andrew Thorpe sostiene que el Partido Laborista perdió credibilidad en 1931 cuando el desempleo se disparó, especialmente en los sectores del carbón, el textil, la construcción naval y el acero. La clase trabajadora perdió cada vez más confianza en la capacidad del trabajo para resolver el problema más urgente.
Los 2,5 millones de católicos irlandeses en Inglaterra y Escocia fueron un factor importante en la base laborista en muchas áreas industriales. La Iglesia Católica había tolerado previamente al Partido Laborista, y negó que representara el verdadero socialismo. Sin embargo, los obispos en 1930 se habían alarmado cada vez más por las políticas de Labour hacia la Rusia comunista, hacia el control de la natalidad y especialmente hacia la financiación de las escuelas católicas. Ellos advirtieron a sus miembros. El cambio católico contra el trabajo y en favor del gobierno nacional desempeñó un papel importante en las pérdidas de mano de obra.

### Oposición en la década de 1930
Arthur Henderson, elegido en 1931 para suceder a MacDonald, perdió su escaño en las elecciones generales de 1931. El único exmiembro del gabinete laborista que había ocupado su asiento, el pacifista George Lansbury, se convirtió en el líder del partido.
El partido experimentó otra división en 1932 cuando el Partido Laborista Independiente, que durante algunos años había estado cada vez más en desacuerdo con los dirigentes laboristas, optó por desvincularse del Partido Laborista y se embarcó en un largo declive.
Lansbury renunció como líder en 1935 después de desacuerdos públicos sobre la política exterior. Fue reemplazado rápidamente como líder por su diputado, Clement Attlee, quien lideraría el partido durante dos décadas. El partido experimentó un resurgimiento en las elecciones generales de 1935, ganando 154 escaños y el 38 % del voto popular, lo más alto que el Laborismo había logrado.
A medida que aumentaba la amenaza de la Alemania nazi, a fines de la década de 1930, el Partido Laborista abandonó gradualmente su postura pacifista y apoyó el rearme, en gran parte debido a los esfuerzos de Ernest Bevin y Hugh Dalton, quienes para 1937 también habían persuadido al partido para que se opusiera a Neville. La política de apaciguamiento de Chamberlain.

### Coalición de guerra (1940-1945)
El partido regresó al gobierno en 1940 como parte de la coalición de guerra. Cuando Neville Chamberlain renunció en la primavera de 1940, el primer ministro entrante, Winston Churchill, decidió reunir a los otros partidos principales en una coalición similar a la de la Primera Guerra Mundial. Clement Attlee fue nombrado Lord del Sello Privado y miembro del gabinete de guerra, y finalmente se convirtió en el primer vice primer ministro del Reino Unido.
Una serie de otras figuras sindicalistas también ocuparon altos cargos: el líder sindical Ernest Bevin, como ministro de Trabajo, dirigió la economía de guerra de Gran Bretaña y la asignación de mano de obra, el veterano estadista laborista Herbert Morrison fue nombrado en ministro de Interior, Hugh Dalton fue ministro de Economía Guerra y luego presidente de la Junta de Comercio, mientras que AV Alexander retomó el papel que había desempeñado en el anterior Gobierno del Trabajo como primer señor del Almirantazgo.

### Gobierno de Clement Attlee (1945-1951)

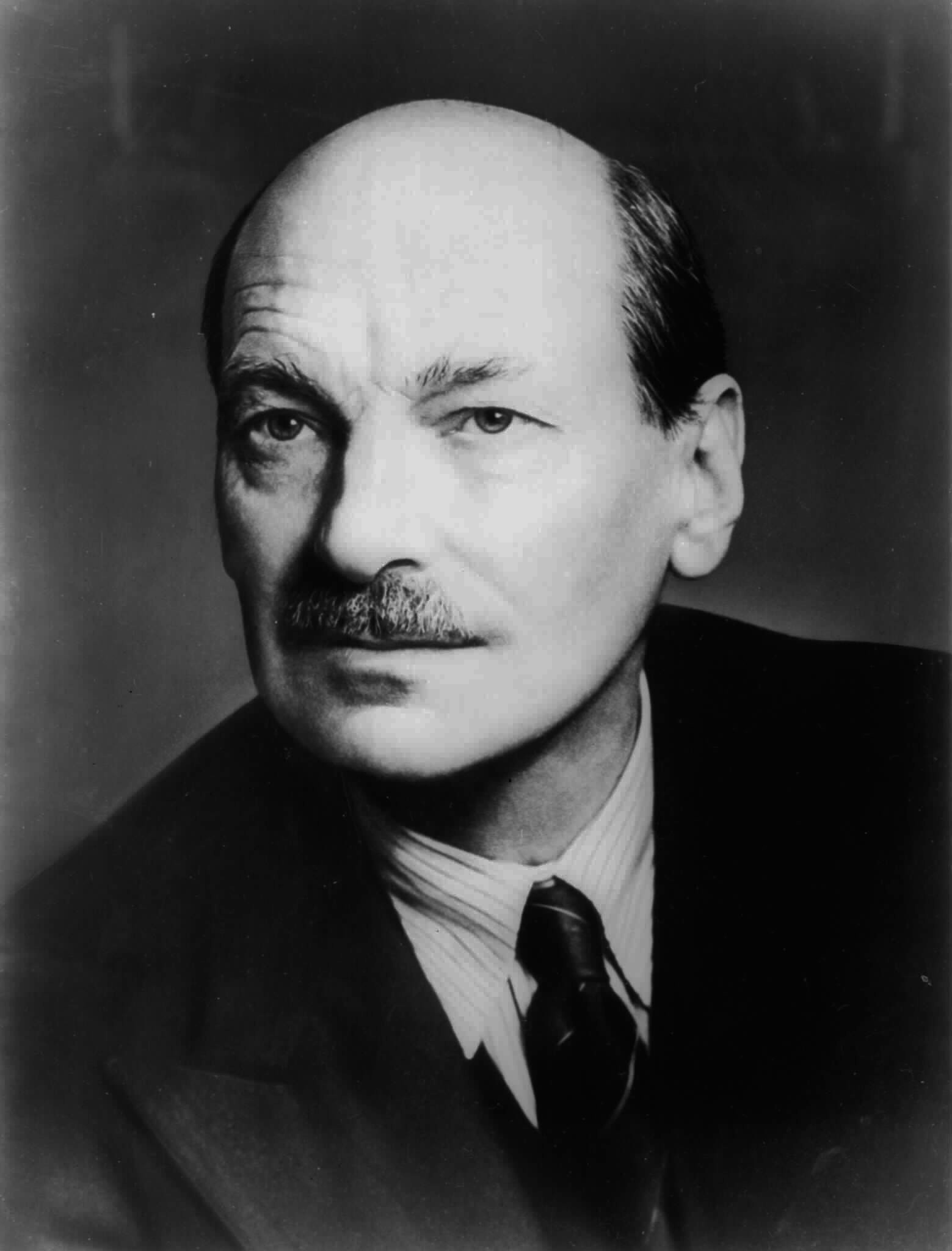
Clement Attlee, primer ministro (1945-1951).

Con el fin de la Segunda Guerra Mundial en Europa, en mayo de 1945, los laboristas resolvieron no repetir el error de los liberales de 1918, y rápidamente se retiraron del gobierno, por insistencia sindical, para impugnar las elecciones generales de 1945 en oposición a los conservadores de Churchill. Sorprendiendo a muchos observadores, Labor obtuvo una victoria formidable, ganando poco menos del 50 % de los votos con una mayoría de 159 escaños.
Aunque Clement Attlee no era un gran radical, el gobierno de Attlee demostró ser uno de los gobiernos británicos más radicales del siglo XX, promulgando políticas económicas keynesianas, presidiendo una política de nacionalización de las principales industrias y servicios públicos, incluido el Banco de Inglaterra, la minería del carbón, la industria del acero, la electricidad, el gas y el transporte interior (incluidos los ferrocarriles, el transporte por carretera y los canales). Desarrolló e implementó el estado de bienestar "de la cuna a la tumba" concebido por el economista William Beveridge. El Servicio Nacional de Salud (NHS) bajo la ministra de salud Aneurin Bevan, que brindó tratamiento médico financiado con fondos públicos para todos, como el logro más orgulloso de Labour. El gobierno de Attlee también comenzó el proceso de desmantelamiento del Imperio Británico cuando otorgó la independencia a India y Pakistán en 1947, seguido de Birmania (Myanmar) y Ceilán (Sri Lanka) al año siguiente. En una reunión secreta en enero de 1947, Attlee y seis ministros del gabinete, entre ellos el secretario de Asuntos Exteriores Ernest Bevin, decidió proceder con el desarrollo de la británica programa de armas nucleares, en oposición a los pacifistas y antinucleares posturas de un gran elemento en el interior El Partido Laborista.
El Partido Laborista ganó las elecciones generales de 1950, pero con una mayoría muy reducida de cinco escaños. Poco después, la defensa se convirtió en un tema divisivo dentro del partido, especialmente el gasto de defensa (que alcanzó un máximo del 14% del PIB en 1951 durante la guerra de Corea ), agotando las finanzas públicas y forzando ahorros en otros lugares. El canciller de Hacienda, Hugh Gaitskell, presentó cargos por dentaduras y gafas NHS, lo que provocó que Bevan y Harold Wilson (entonces presidente de la Junta de Comercio) renunciaran por la dilución del principio de tratamiento gratuito con el que se había desempeñado el NHS.
En las elecciones generales de 1951, los laboristas perdieron por poco a los conservadores de Churchill, a pesar de recibir la mayor parte del voto popular, su voto numérico más alto. La mayoría de los cambios introducidos por el gobierno laborista de 1945-51 fueron aceptados por los conservadores y se convirtieron en parte del " consenso de posguerra " que duró hasta finales de los años setenta. Sin embargo, el racionamiento de alimentos y ropa, aún en vigor desde la guerra, se relajó rápidamente y luego se abandonó a partir de 1953.

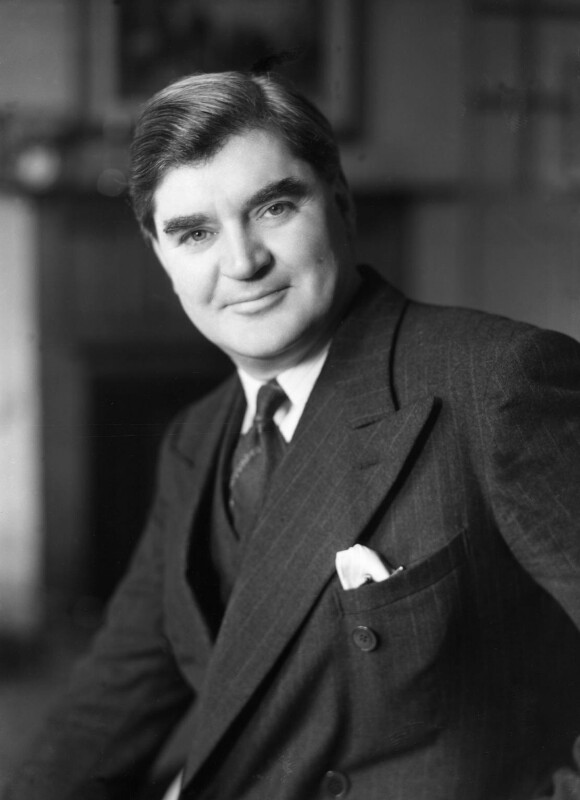
Aneurin "Nye" Bevan

### Consenso de la posguerra (1951-1964)
Tras la derrota de 1951 el partido pasó trece años en la oposición. El partido sufrió una división ideológica, entre los seguidores izquierdistas del partido de Aneurin Bevan (conocidos como Bevanites), y el ala derecha del partido siguiendo a Hugh Gaitskell (conocidos como Gaitskellites) mientras que la recuperación económica de la posguerra y los efectos sociales de Attlee's Las reformas hicieron que el público se contentara ampliamente con los gobiernos conservadores de la época. El anciano Attlee disputó su última elección general en 1955, en la que el laborismo perdió terreno y se retiró poco después.
Su reemplazo, Hugh Gaitskell, asociado con el ala derecha del partido, tuvo problemas para lidiar con las divisiones internas del partido a fines de la década de 1950 y principios de la década de 1960 (particularmente en relación con la Cláusula IV de la Constitución del Partido Laborista, que fue visto como un compromiso de los trabajadores con la nacionalización y Gaitskell). Bajo Gaitskell, el Partido Laborista perdió su tercera elección general consecutiva en 1959. En 1963, la muerte repentina de Gaitskell a causa de una enfermedad rara dio paso a Harold Wilson para dirigir el partido.

### Gobierno de Harold Wilson (1964-1970)

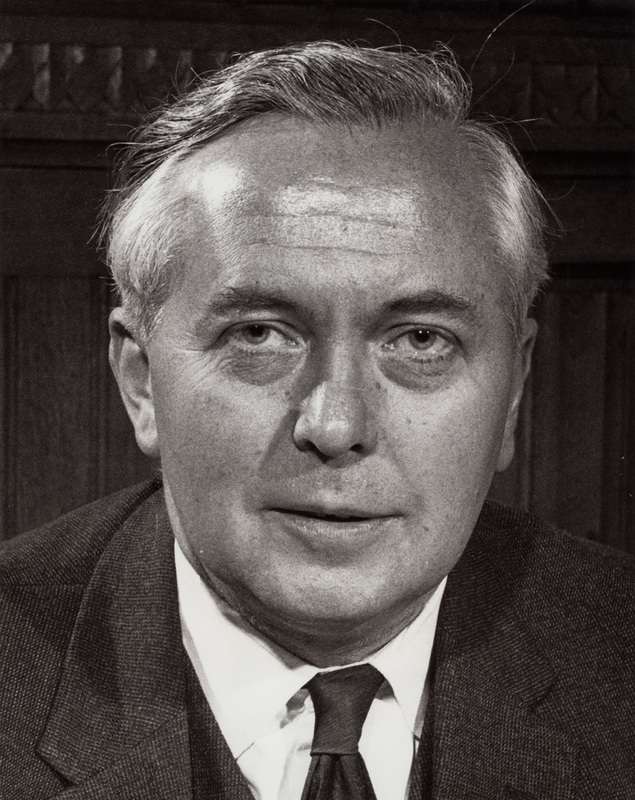
Harold Wilson, primer ministro (1964-1970 y 1974-1976).

Una recesión en la economía y una serie de escándalos a principios de la década de 1960 (el caso más famoso del Profumo ) había envuelto al gobierno conservador en 1963. El Partido Laborista regresó al gobierno con una mayoría de 4 escaños bajo Wilson en la elección general de 1964 Pero aumentó su mayoría a 96 en las elecciones generales de 1966.
El gobierno de Wilson fue responsable de una serie de amplias reformas sociales y educativas bajo el liderazgo del ministro del Interior Roy Jenkins, como la abolición de la pena de muerte en 1964, la legalización del aborto y la homosexualidad (inicialmente solo para hombres de 21 años o más, y solo en Inglaterra y Gales) en 1967 y la abolición de la censura teatral en 1968. Se amplió la educación integral y se creó la Open University. Sin embargo, el gobierno de Wilson había heredado un gran déficit comercial que llevó a una crisis monetaria y, en última instancia, a un intento condenado a evitar la devaluación de la libra. El partido llegó a perder las elecciones generales de 1970 ante los conservadores en virtud de Edward Heath.

### Retorno a la oposición (1970-1974)
Después de perder las elecciones generales de 1970, el Partido Laborista volvió a la oposición, pero mantuvo a Harold Wilson como líder. El gobierno de Heath pronto tuvo problemas con Irlanda del Norte y una disputa con los mineros en 1973 que llevó a la "semana de tres días". La década de 1970 demostró ser un momento difícil para estar en el gobierno tanto para los conservadores como para los laboristas debido a la crisis petrolera de 1973 que causó una alta inflación y una recesión mundial.
El Partido Laborista volvió al poder nuevamente bajo el mando de Wilson unas semanas después de las elecciones generales de febrero de 1974, formando un gobierno minoritario con el apoyo de los unionistas del Úlster. Los conservadores no pudieron formar un gobierno solo, ya que tenían menos escaños a pesar de recibir más votos numéricamente. Fue la primera elección general desde 1924 en la que ambos partidos principales habían recibido menos del 40 % del voto popular y la primera de las seis elecciones generales sucesivas en las que el Partido Laborista no alcanzó el 40% del voto popular. En un intento por obtener la mayoría, pronto se convocó una segunda elección para octubre de 1974 en la que el Partido Laborista, aún con Harold Wilson como líder, ganó una pequeña mayoría de tres, obteniendo solo 18 escaños, lo que hace que su total sea de 319.

### De mayoría a minoría (1974-1979)

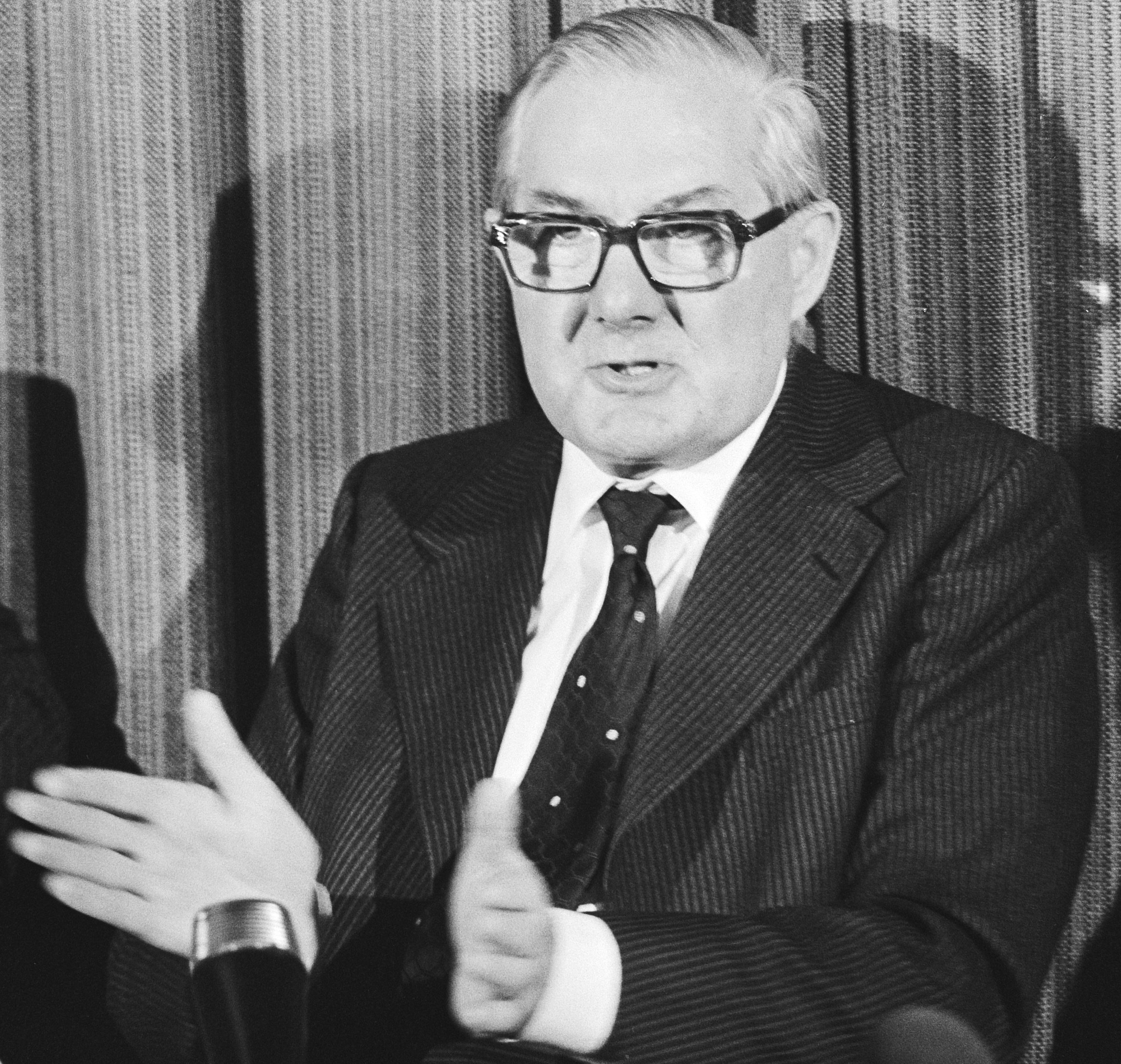
James Callaghan, primer ministro (1976-1979).

Durante gran parte de su tiempo en el cargo, el gobierno laborista luchó con serios problemas económicos y una mayoría precaria en la Cámara de los Comunes, mientras que la disidencia interna del partido sobre la membresía de Gran Bretaña en la Comunidad Económica Europea, a la que Gran Bretaña había ingresado bajo Edward Heath en 1972, lideró en 1975 a un referéndum nacional sobre el tema en el que dos tercios del público apoyaron la membresía continua.
La popularidad personal de Harold Wilson se mantuvo razonablemente alta, pero inesperadamente renunció como primer ministro en 1976 por razones de salud y fue reemplazado por James Callaghan. Los gobiernos de Wilson y Callaghan de la década de 1970 intentaron controlar la inflación (que alcanzó el 23,7 % en 1975) mediante una política de restricción salarial. Esto fue bastante exitoso, reduciendo la inflación al 7,4 % en 1978. Sin embargo, llevó a relaciones cada vez más tensas entre el gobierno y los sindicatos.
El temor a los avances de los partidos nacionalistas, particularmente en Escocia, llevó a la supresión de un informe del economista de la Oficina de Escocia, Gavin McCrone, que sugería que una Escocia independiente tendría "un superávit crónico". En 1977, las pérdidas y las deserciones por elección parcial del escocés Partido Laborista Escocés dejaron a Callaghan al frente de un gobierno minoritario, forzado a hacer tratos con partidos más pequeños para poder gobernar. Un acuerdo negociado en 1977 con el líder liberal David Steel, conocido como el pacto Lib-Lab, terminó después de un año. Luego se forjaron acuerdos con varios partidos pequeños, incluido el Partido Nacional Escocés (SNP) y el nacionalista galés Plaid Cymru, prolongando la vida del gobierno.
Los partidos nacionalistas, a su vez, exigieron la devolución a sus respectivos países constituyentes a cambio de su apoyo al gobierno. Cuando se celebraron referendos para la devolución de escoceses y galeses en marzo de 1979, el referéndum de devolución de los galeses obtuvo una gran mayoría de votos en contra, mientras que el referendo escocés obtuvo una estrecha mayoría a favor sin alcanzar el umbral requerido del 40 % de apoyo. Cuando el gobierno laborista se negó debidamente a seguir adelante con la creación de la propuesta Asamblea escocesa, el SNP retiró su apoyo al gobierno: esto finalmente derribó al gobierno cuando los conservadores generaron un voto de confianza. en el gobierno de Callaghan, que se perdió por un solo voto el 28 de marzo de 1979, lo que requirió una elección general.
Para 1978, la economía había comenzado a mostrar signos de recuperación, con una caída de la inflación de un solo dígito, una caída del desempleo y un aumento en los niveles de vida durante el año. Sin embargo, durante el invierno de 1978-79 hubo huelgas generalizadas entre conductores de camiones, trabajadores ferroviarios, trabajadores automotrices y del gobierno local, y trabajadores hospitalarios en favor de mayores aumentos salariales que causaron interrupciones significativas en la vida cotidiana. Estos eventos llegaron a ser apodados el "Invierno del Descontento ".
En las elecciones generales de 1979, el Partido Laborista fue derrotado por los conservadores ahora liderados por Margaret Thatcher. El voto laborista se mantuvo en la elección, con el partido recibiendo un número similar de votos como en 1974. Sin embargo, el Partido Conservador logró grandes aumentos en el apoyo en las Midlands y el sur de Inglaterra.

### Conflicto interno y oposición (1979-1997)

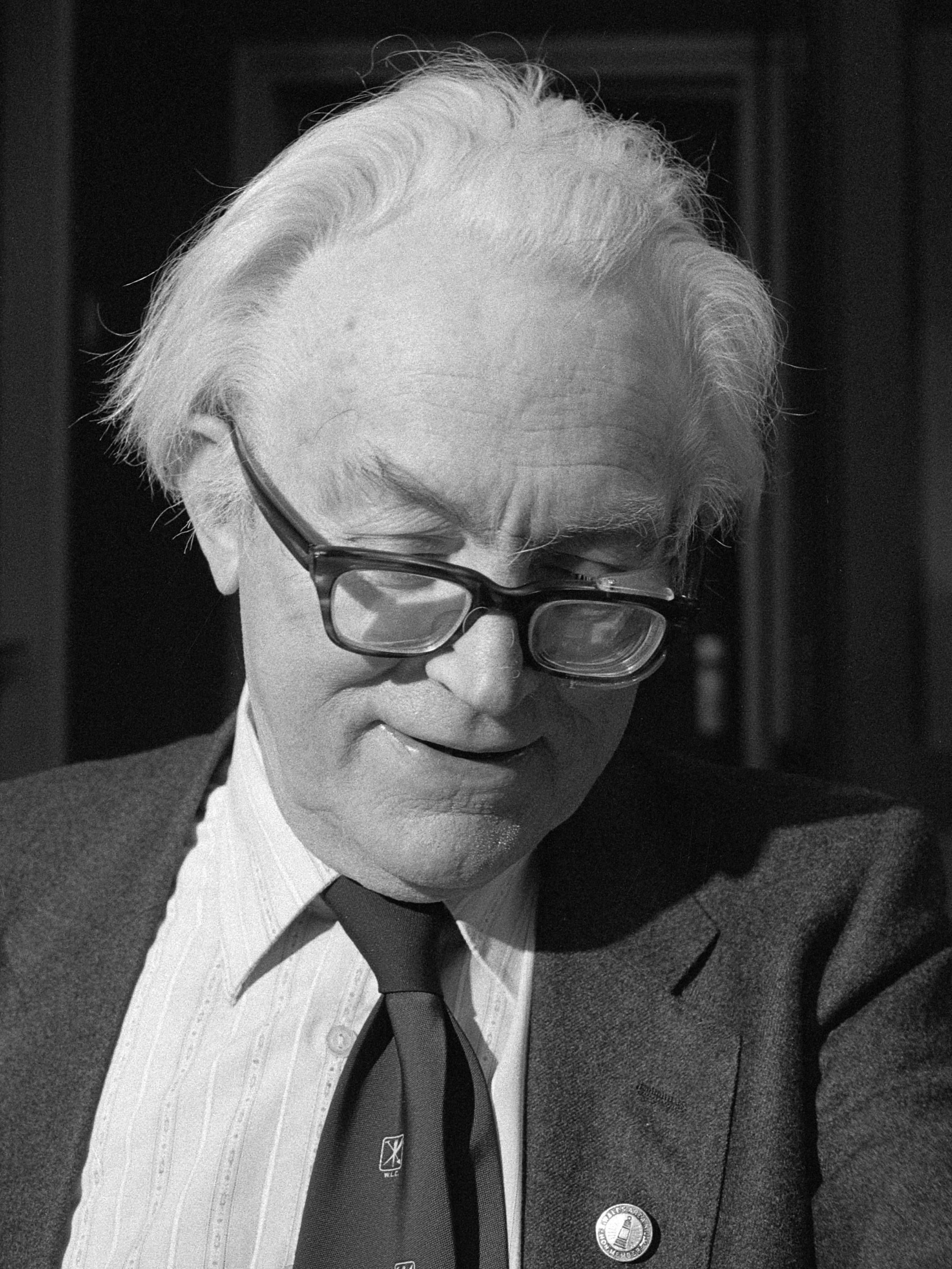
Michael Foot, líder de la oposición (1980-1983).

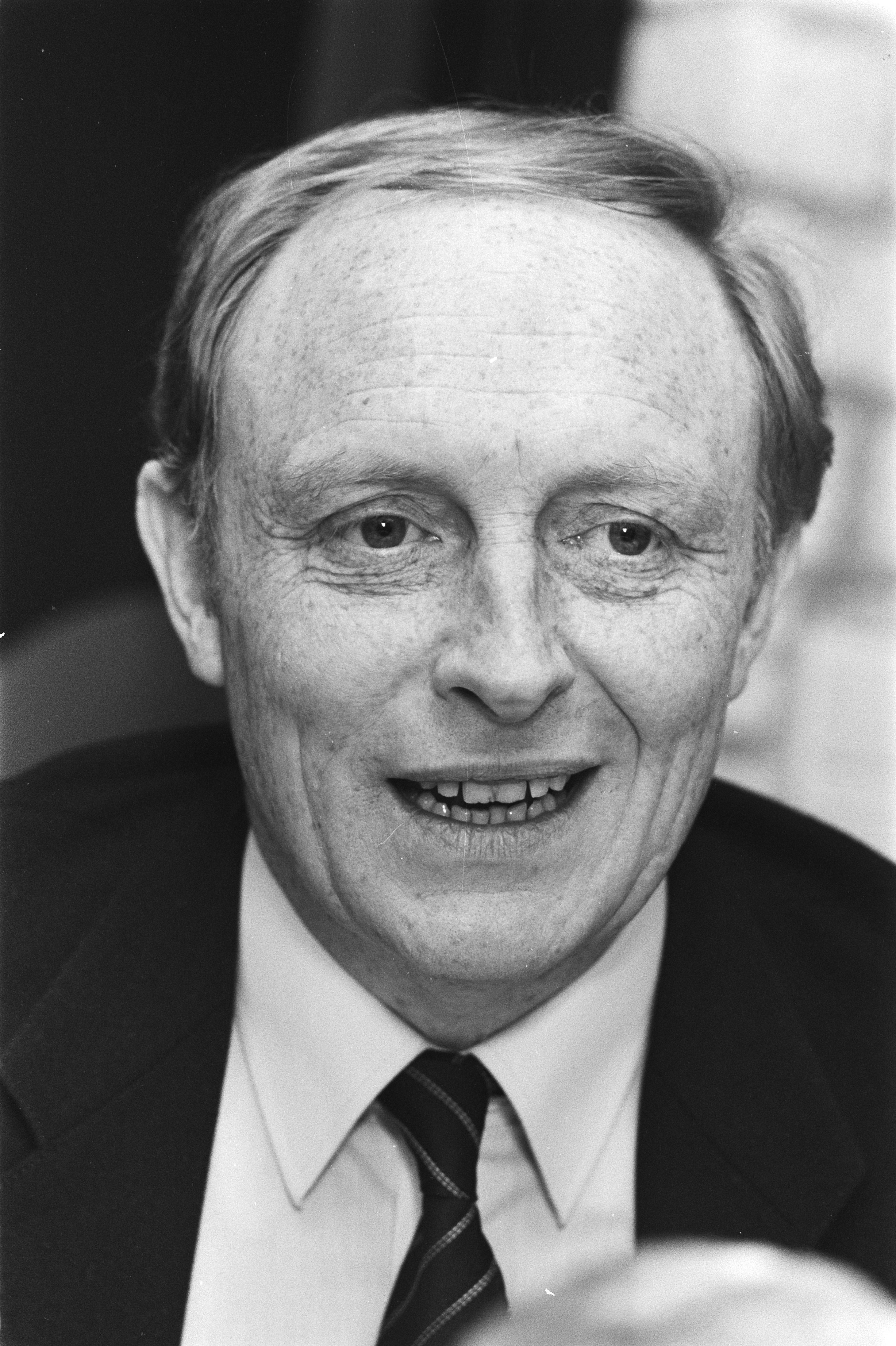
Neil Kinnock, líder de la oposición (1983-1992).

Después de su derrota en las elecciones generales de 1979, el Partido Laborista sufrió un período de rivalidad interna entre la izquierda representada por Tony Benn y la derecha representada por Denis Healey. La elección de Michael Foot como líder en 1980 y las políticas izquierdistas que él propugnó, como el desarme nuclear unilateral, dejaron a la Comunidad Económica Europea y la OTAN, una influencia gubernamental más estrecha en el sistema bancario, la creación de un salario mínimo nacional y la prohibición de la caza del zorro condujo en 1981 a cuatro exministros del gabinete de la derecha del Partido Laborista (Shirley Williams, William Rodgers, Roy Jenkins y David Owen) formando el Partido Socialdemócrata. Benn solo fue derrotado por Healey en una elección de liderazgo de diputados en 1981, luego de la introducción de un colegio electoral con la intención de ampliar la franquicia de votación para elegir al líder y su representante. En 1982, el Comité Ejecutivo Nacional había llegado a la conclusión de que el entryist tendencia Militante grupo estaban en contravención de la constitución del partido. El comité editorial de cinco miembros del periódico Militant fue expulsado el 22 de febrero de 1983.
El Partido Laborista fue derrotado nuevamente en las elecciones generales de 1983, ganó solo el 27.6 % de los votos, su participación más baja desde 1918, y recibió solo medio millón de votos más que la Alianza Liberal-SDP a quien el líder Michael Foot condenó por "sifonear" a los laboristas apoyar y permitir que los conservadores aumenten considerablemente su mayoría de escaños parlamentarios.

### Neil Kinnock, líder del partido en la oposición (1983-1992)
Foot renunció y fue reemplazado como líder por Neil Kinnock, con Roy Hattersley como su suplente. El nuevo liderazgo abandonó progresivamente las políticas impopulares. La huelga de los mineros de 1984-85 sobre el cierre de minas de carbón, que dividió tanto el NUM como el Partido Laborista, y la disputa de Wapping provocó enfrentamientos con la izquierda del partido y una cobertura negativa en la mayoría de la prensa. La vilificación de los tabloides de la llamada "locura de la izquierda" siguió afectando al partido parlamentario mediante la asociación de las actividades de los militantes "extraparlamentarios" en el gobierno local.
Las alianzas que campañas como Lesbians and Gays Support the Miners forjaron entre lesbianas, gais, bisexuales y transgénero (LGBT) y los grupos laborales, así como el propio Partido Laborista, también demostraron ser un punto de inflexión importante en el avance de los derechos LGBT en el Reino Unido. En la conferencia del Partido Laborista de 1985 en Bournemouth, una resolución que comprometía al partido a apoyar los derechos de igualdad LGBT fue aprobada por primera vez debido al bloqueo electoral del National Union of Mineworkers.
El laborismo mejoró su desempeño en elecciones generales de 1987, ganando 20 escaños y reduciendo así la mayoría conservadora de 143 a 102. Ahora se restablecieron firmemente como el segundo partido político en Gran Bretaña, ya que la Alianza una vez más no logró hacer un gran avance con los escaños. Una fusión del SDP y los liberales formó los demócratas liberales. Después de las elecciones de 1987, el Comité Ejecutivo Nacional reanudó las medidas disciplinarias contra los miembros del Militante, que permanecieron en el partido, lo que llevó a más expulsiones de sus activistas y los dos diputados que apoyaron al grupo. Durante la década de 1980, los miembros del partido, radicalmente socialistas, fueron descritos a menudo como los " locos de la izquierda ", particularmente en los medios impresos. Los medios impresos en la década de 1980 también comenzaron a utilizar la peyorativa "izquierda dura" para describir a veces grupos trotskistas como la tendencia militante, el organizador socialista y la acción socialista.
En 1988, Kinnock fue desafiado por Tony Benn por el liderazgo del partido. Sobre la base de los porcentajes, 183 miembros del parlamento apoyaron a Kinnock, mientras que Benn recibió el respaldo de 37. Con una mayoría clara, Kinnock siguió siendo líder del Partido Laborista.
En noviembre de 1990, luego de una elección de liderazgo en disputa, Margaret Thatcher renunció como líder del Partido Conservador y fue reemplazada por John Major como líder y primer ministro. La mayoría de las encuestas de opinión mostraron al Laborista cómodamente por delante de los conservadores durante más de un año antes de la renuncia de Thatcher, y la caída del apoyo conservador se debió en gran parte a su introducción del impopular impuesto a las encuestas, combinado con el hecho de que la economía estaba entrando en recesión en el país.
El cambio de líder en el gobierno conservador experimentó un cambio en el apoyo a los conservadores, quienes regularmente encabezaron las encuestas de opinión a lo largo de 1991, aunque el Laborismo recuperó el liderazgo más de una vez.
El "yo-yo" en las encuestas de opinión continuó en 1992, aunque después de noviembre de 1990, cualquier liderazgo de los laboristas en las encuestas rara vez fue suficiente para la mayoría. Major resistió los pedidos de Kinnock para una elección general a lo largo de 1991. Kinnock hizo campaña sobre el tema "Es hora de un cambio", instando a los votantes a elegir un nuevo gobierno después de más de una década de gobierno conservador ininterrumpido. Sin embargo, los conservadores mismos habían sufrido un cambio de líder de Thatcher a Major, y reemplazaron la Carga de la Comunidad. Desde el principio, fue claramente un cambio bien recibido, ya que la ventaja de 14 puntos de Labour en la "Encuesta de encuestas" de noviembre de 1990 se reemplazó por una ventaja de 8 % Tory un mes más tarde.
Las elecciones generales de 1992 se inclinaron ampliamente para dar como resultado un parlamento colgado o una estrecha mayoría laborista, pero en el caso de que los conservadores regresaran al poder, aunque con una mayoría muy reducida de 21. A pesar del aumento del número de escaños y votos Aun así, fue un resultado increíblemente decepcionante para los partidarios del Partido Laborista. Por primera vez en más de 30 años, existían serias dudas entre el público y los medios de comunicación sobre si el Partido Laborista podría volver alguna vez al gobierno.
Kinnock luego renunció como líder y fue reemplazado por John Smith. Una vez más, la batalla estalló entre la vieja guardia de la izquierda del partido y los identificados como "modernizadores". La vieja guardia argumentó que las tendencias mostraban que estaban recuperando fuerza bajo el fuerte liderazgo de Smith. Mientras tanto, el SDP disidente se fusionó con el Partido Liberal. Los nuevos demócratas liberales parecían representar una gran amenaza para la base laboral. Tony Blair (el secretario de la Casa Sombra) tuvo una visión completamente diferente. Blair, el líder de la facción "modernizadora" (Blairites), argumentaron que las tendencias a largo plazo tenían que revertirse, argumentando que el partido estaba demasiado encerrado en una base que se estaba reduciendo, ya que se basaba en la clase trabajadora, en los sindicatos y en los residentes de viviendas subvencionadas por el consejo. Blairites argumentó que la clase media de rápido crecimiento fue ignorada en gran medida, así como las familias de clase trabajadora más ambiciosas. Cada vez vieron más al laborismo desde una perspectiva negativa, en relación con los impuestos más altos y las tasas de interés más altas. Para presentar una cara nueva y nuevas políticas al electorado, New Labor necesitaba más que nuevos líderes; Tenía que desechar las políticas obsoletas, argumentaron los modernizadores. El primer paso fue procesal, pero esencial. Refiriéndose al eslogan, "Un miembro, un voto", Blair (con un poco de ayuda de Smith) derrotó al elemento sindical y puso fin a la votación en bloque de los líderes de los sindicatos. Blair y los modernizadores pidieron un ajuste radical de los objetivos del partido mediante la derogación de la "Cláusula IV", el compromiso histórico con la nacionalización de la industria. Esto se logró en 1995.
El miércoles negro de septiembre de 1992 dañó la reputación del gobierno conservador por su competencia económica, y para fines de ese año, los laboristas tenían una cómoda ventaja sobre los conservadores en las encuestas de opinión. Aunque la recesión se declaró en abril de 1993 y siguió un período de fuerte y sostenido crecimiento económico, aunado a una caída relativamente rápida del desempleo, el liderazgo laborista en las encuestas de opinión siguió siendo fuerte. Sin embargo, Smith murió de un ataque al corazón en mayo de 1994.

### Gobierno de Tony Blair (1997-2007)
Tony Blair continuó moviendo el partido más hacia el centro, abandonando la Cláusula Cuatro, en gran medida simbólica, en la mini-conferencia de 1995 en una estrategia para aumentar el atractivo del partido para la " Inglaterra media". Sin embargo, más que un simple cambio de marca, el proyecto se basaría en la estrategia de la Tercera Vía, informada por los pensamientos del sociólogo británico Anthony Giddens.

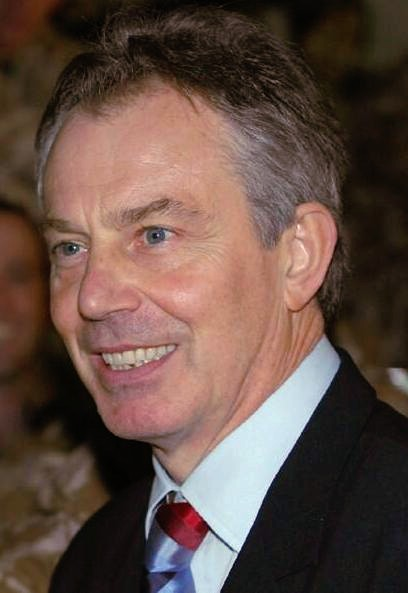
Tony Blair, primer ministro (1997-2007).

New Labor se denominó por primera vez como una marca alternativa para el Partido Laborista, que data de un eslogan de la conferencia utilizado por primera vez por el Partido Laborista en 1994, que luego se vio en un borrador de manifiesto publicado por el partido en 1996, llamado New Labor, New Life For Gran Bretaña. Fue una continuación de la tendencia que había comenzado bajo el liderazgo de Neil Kinnock. New Labor como nombre no tiene un estatus oficial, pero sigue siendo de uso común para distinguir a los modernizadores de aquellos que ocupan cargos más tradicionales, normalmente conocidos como "Old Labor".
En un esfuerzo por ganar algunos distritos electorales conservadores, los líderes del partido se comprometieron a cambiar su base electoral distanciándose del movimiento obrero e intentando convencer a un electorado más rico. Algunas organizaciones sindicales se desvincularon del Labour, entre ellas, en 2004, la Fire Brigades Union, el sindicato de bomberos.
El Partido Laborista ganó las elecciones generales de 1997 con una mayoría aplastante de 179; fue la mayor mayoría laborista de la historia, y en ese momento el mayor cambio en un partido político alcanzado desde 1945. Durante la siguiente década, se implementó una amplia gama de reformas sociales progresivas, y millones de personas salieron de la pobreza durante el tiempo en el cargo de Labour en gran parte como resultado de varias reformas de impuestos y beneficios.
Entre los primeros actos del gobierno de Blair se encuentran el establecimiento del salario mínimo nacional, la devolución del poder a Escocia, Gales e Irlanda del Norte, los cambios importantes en la regulación del sistema bancario y la recreación de un organismo gubernamental de la ciudad para Londres, la Autoridad del Gran Londres, con su propio alcalde electo.
Combinado con una oposición conservadora que aún no se había organizado efectivamente bajo William Hague y la continua popularidad de Blair, el Partido Laborista ganó las elecciones de 2001 con una mayoría similar, apodada por los medios de comunicación como "desprendimiento de tierras silencioso". En 2003, el Laborismo introdujo créditos fiscales, recargos del gobierno a la paga de los trabajadores de bajos salarios.
Un punto de inflexión percibido fue cuando Blair se alió polémicamente con el presidente estadounidense George W. Bush para apoyar la guerra de Irak, lo que le hizo perder gran parte de su apoyo político. El secretario general de la ONU, entre muchos, consideró la guerra ilegal y una violación de la Carta de las Naciones Unidas. La guerra de Irak fue profundamente impopular en la mayoría de los países occidentales, con los gobiernos occidentales divididos en su apoyo y bajo la presión de las protestas populares en todo el mundo. Las decisiones que condujeron a la guerra de Irak y su conducta posterior fueron el tema de John Chilcot. La investigación de Irak (comúnmente conocida como el "informe Chilcot").
La ideología del "Nuevo Laborismo" se hizo impopular entre los activistas del Partido Laborista y Tony Blair se vio obligado a impedir cualquier debate interno. Así pues, suprimió todo debate en el Consejo de Ministros y redujo en gran medida la importancia de la convención anual del partido, que tradicionalmente discutía sus políticas.

En las elecciones generales de 2005, el Partido Laborista fue reelegido para un tercer mandato, pero con una mayoría reducida de 66 y un voto popular de solo el 35,2 %, el porcentaje más bajo de cualquier gobierno mayoritario en la historia británica.

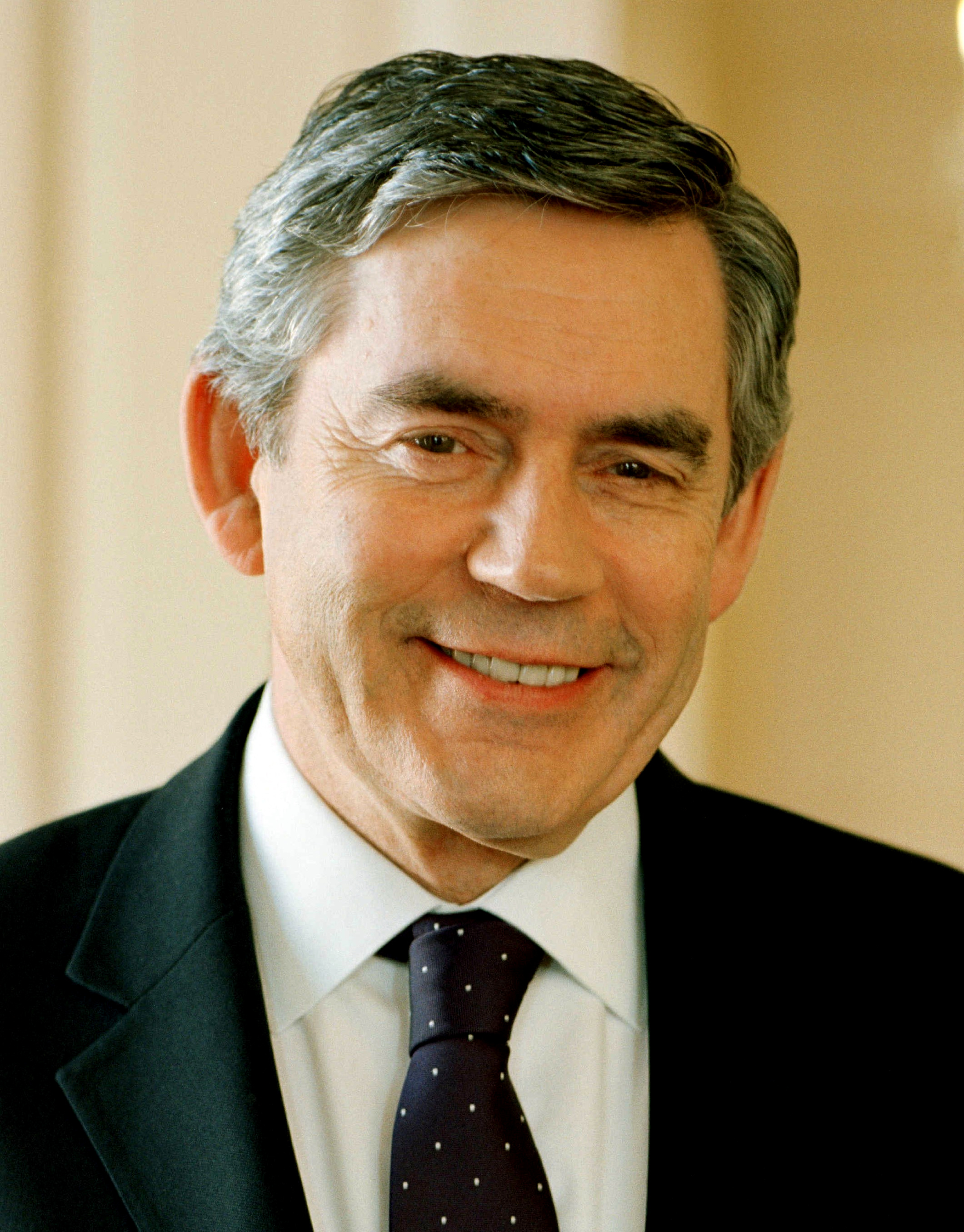
Gordon Brown, primer ministro (2007-2010).

Blair anunció en septiembre de 2006 que renunciaría como líder en el transcurso del año, aunque había estado bajo presión para que renunciara antes de mayo de 2007 a fin de obtener un nuevo líder antes de las elecciones de mayo, que se esperaba fueran desastrosas para el Partido Laborista. En el evento, el partido perdió el poder en Escocia ante un gobierno minoritario del Partido Nacional Escocés en las elecciones de 2007 y, poco después, Blair renunció como primer ministro y fue reemplazado por su canciller, Gordon Brown. Aunque el partido experimentó un breve aumento en las encuestas después de esto, su popularidad pronto cayó a su nivel más bajo desde los días de Michael Foot. Durante mayo de 2008, los laboristas sufrieron fuertes derrotas en las elecciones municipales de Londres, las elecciones locales y la pérdida en las elecciones parciales de Crewe y Nantwich, que culminaron con el registro del peor resultado de la encuesta de opinión desde que comenzaron los registros en 1943, del 23 %, con Muchos citan el liderazgo de Brown como un factor clave. La membresía del partido también alcanzó un punto bajo, cayendo a 156 205 a fines de 2009: más del 40 % del máximo de 405 000 alcanzado en 1997 y se cree que es el total más bajo desde que se fundó el partido.
Las finanzas demostraron ser un problema importante para el Partido Laborista durante este período; un escándalo de "dinero por las ganancias" de Blair dio como resultado el agotamiento de muchas fuentes importantes de donaciones. Entre enero y marzo de 2008, el Partido Laborista recibió algo más de £ 3 millones en donaciones y tenía £ 17 millones en deuda; en comparación con £ 6 millones en donaciones de los conservadores y £ 12 millones en deuda. Estas deudas finalmente aumentaron a £ 24.5 millones, las cuales se pagaron por completo en 2015.
En las elecciones generales de 2010 del 6 de mayo de ese año, Labor con el 29.0 % de los votos obtuvo el segundo mayor número de escaños (258). Los conservadores con el 36,5 % de los votos obtuvieron el mayor número de escaños (307), pero ningún partido obtuvo la mayoría general, lo que significaba que el laborismo aún podría permanecer en el poder si lograba formar una coalición con al menos un partido más pequeño. Sin embargo, el Partido Laborista habría tenido que formar una coalición con más de otro partido más pequeño para obtener una mayoría general; Cualquier cosa menos resultaría en un gobierno minoritario. El 10 de mayo de 2010, después de que se rompieran las conversaciones para formar una coalición con los demócratas liberales, Brown anunció su intención de retirarse como líder antes de la Conferencia del Partido Laborista, pero un día después renunció como primer ministro y líder del partido.

### Oposición (2010-2015)

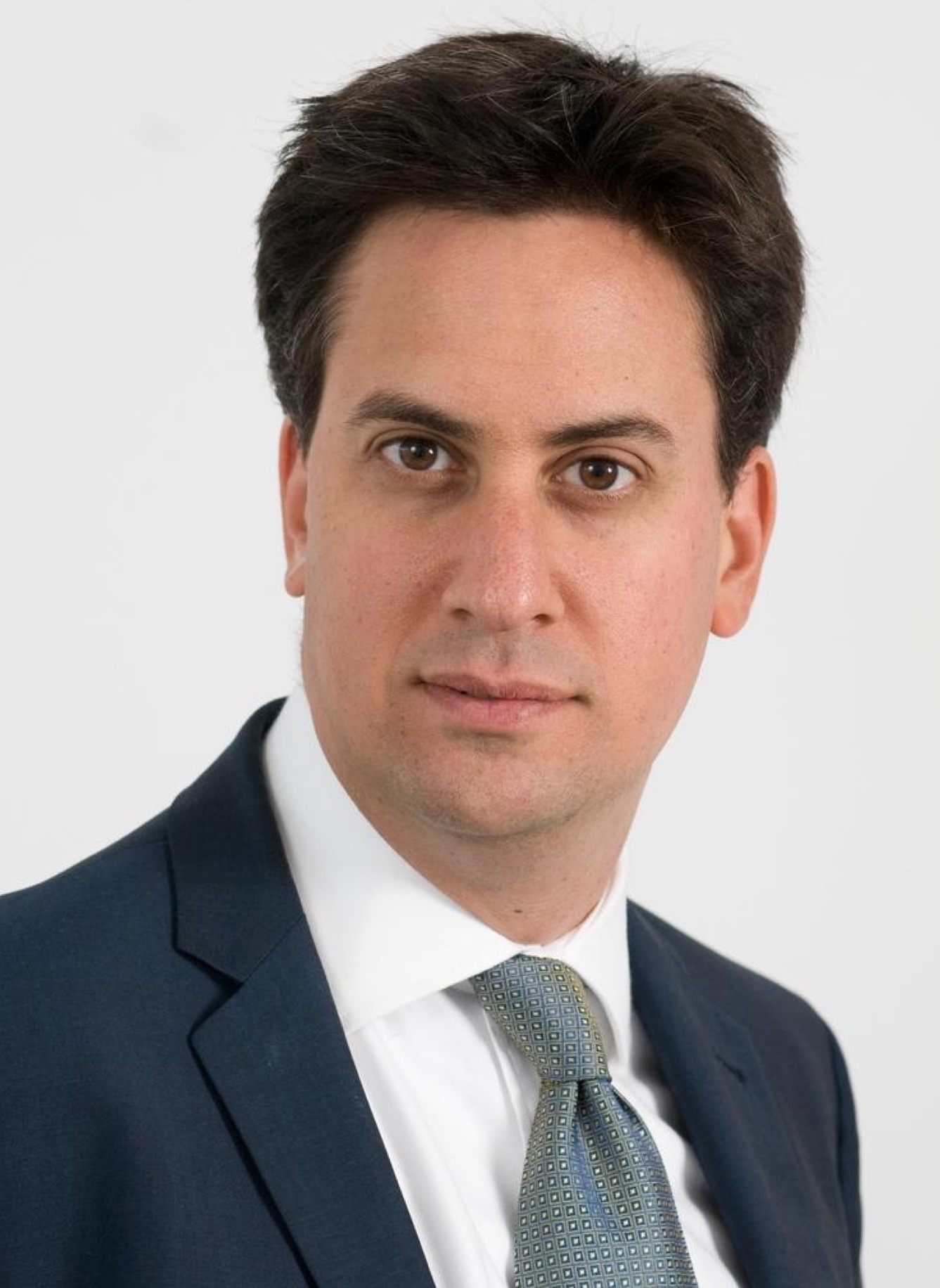
Ed Miliband, líder de la oposición (2010-2015).

Harriet Harman se convirtió en Líder de la Oposición y Líder en funciones del Partido Laborista tras la renuncia de Gordon Brown el 11 de mayo de 2010, a la espera de una elección de liderazg ganada posteriormente por Ed Miliband. Miliband enfatizó el "capitalismo responsable" y una mayor intervención estatal para cambiar el equilibrio de la economía lejos de los servicios financieros. Abordar los intereses creados y abrir círculos cerrados en la sociedad británica fueron temas a los que volvió en varias ocasiones. Miliband también abogó por una mayor regulación de los bancos y las compañías de energía.
El Partido Laborista Parlamentario votó a favor de abolir las elecciones del gabinete en la sombra en 2011, ratificado por el Comité Ejecutivo Nacional y la Conferencia del Partido. De aquí en adelante, el líder del partido eligió a los miembros del gabinete en la sombra.
El desempeño del partido se mantuvo en las elecciones locales de 2012 con el Partido Laborista consolidando su posición en el norte y en la región central, al tiempo que recuperó terreno en el sur de Inglaterra. En Gales, el partido obtuvo buenos éxitos, recuperando el control de la mayoría de los consejos galeses perdidos en 2008, incluido Cardiff. En Escocia, el Partido Laborista mantuvo el control general del Ayuntamiento de Glasgow a pesar de algunas predicciones en contrario, y también disfrutó de un swing de +3.26 en toda Escocia. Los resultados en Londres fueron variados: Ken Livingstone perdió la elección para alcalde de Londres, pero el partido obtuvo su mayor representación en la Autoridad del Gran Londres en la elección de la asamblea concurrente.

El 1 de marzo de 2014, en una conferencia especial, el partido reformó los procedimientos internos de elección laboral, incluida la sustitución del sistema de colegios electorales para seleccionar a nuevos líderes con un sistema de "un miembro, un voto" siguiendo la recomendación de una revisión del exsecretario general Ray Collins. Se alentaría la membresía masiva al permitir que los "partidarios registrados" se unan a bajo costo, así como la membresía completa. Los miembros de los sindicatos también tendrían que "optar por" explícitamente en lugar de "optar por salir" de pagar un impuesto político al Trabajo.

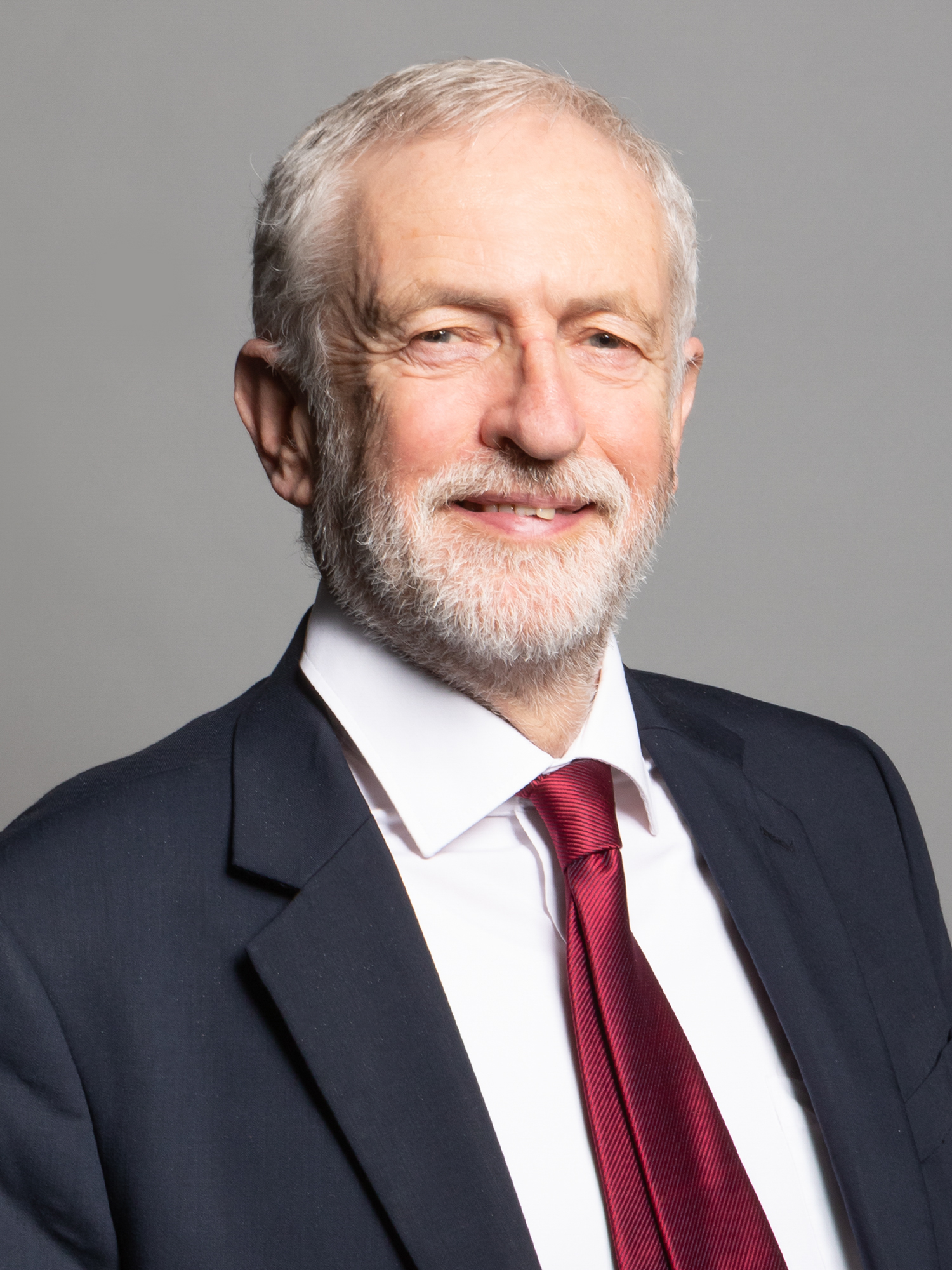
Jeremy Corbyn, líder de la oposición (2015-2020).

El partido superó a los conservadores en las elecciones parlamentarias europeas de mayo de 2014 con 20 escaños frente a los 19 conservadores. Sin embargo, el Partido de la Independencia del Reino Unido obtuvo 24 escaños. El Partido Laborista también ganó 324 concejales en las elecciones locales de 2014.
En septiembre de 2014, el canciller de la sombra, Ed Balls, describió sus planes para reducir el déficit de la cuenta corriente del gobierno, y el partido llevó estos planes a las elecciones generales de 2015. Mientras que los conservadores hicieron campaña para obtener un superávit en todos los gastos del gobierno, incluida la inversión, para 2018-1919, Labor declaró que equilibraría el presupuesto, excluyendo la inversión, para 2020.
Las elecciones generales de 2015 resultaron inesperadamente en una pérdida neta de escaños, y la representación laboral cayó a 232 escaños en la Cámara de los Comunes. El partido perdió 40 de sus 41 escaños en Escocia ante los cambios récord del Partido Nacional Escocés. Aunque el Partido Laborista obtuvo más de 20 escaños en Inglaterra y Gales, principalmente de los demócratas liberales pero también del Partido Conservador, perdió más escaños frente a los conservadores, incluido Ed Balls en Morley y Outwood, por pérdidas netas en general.

### Realineación y oposición (2015-2019)

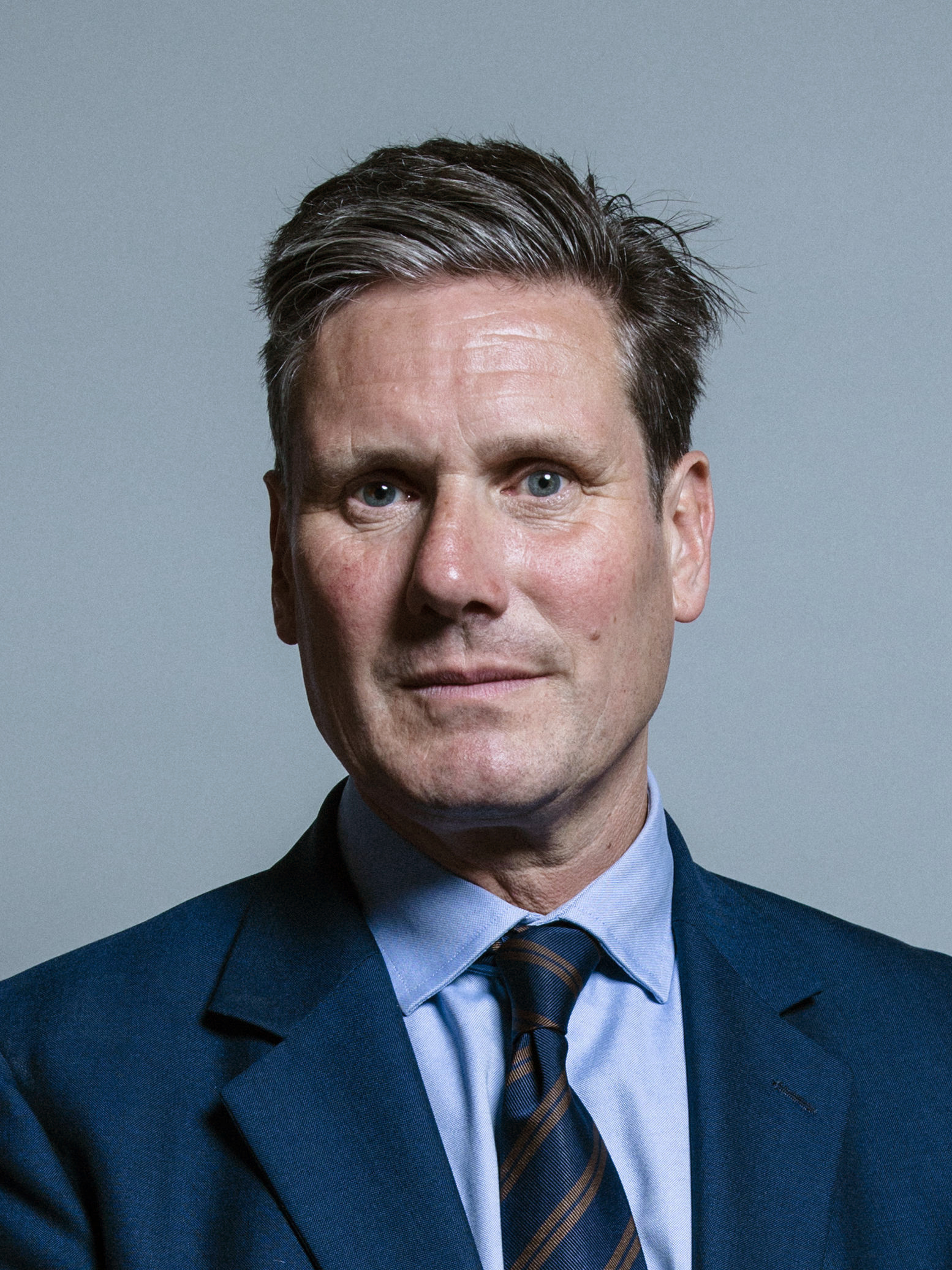
Keir Starmer, primer ministro desde junio de 2024.

El día después de las elecciones del 7 de mayo de 2015, Miliband renunció como líder del partido. Harriet Harman se convirtió nuevamente en líder interina. El Partido Laborista celebró una elección de liderazgo, en la que Jeremy Corbyn, entonces miembro del Grupo de Campaña Socialista, fue considerado un aspirante cuando el concurso comenzó, recibiendo nominaciones de solo 36 diputados, uno más que el mínimo Se requiere estar de pie, y el soporte de solo 16 MPs. Sin embargo, se benefició de una gran afluencia de nuevos miembros, así como de nuevos partidarios afiliados y registrados introducidos bajo Miliband. El 12 de septiembre, fue elegido líder por un desprendimiento de tierras. Los números de membresía siguieron aumentando después del inicio del liderazgo de Corbyn.
Pronto se desarrollaron tensiones en el partido parlamentario sobre el liderazgo de Corbyn. Tras el referéndum sobre la membresía en la UE, más de dos docenas de miembros del gabinete en la sombra renunciaron a fines de junio de 2016, y 172 diputados apoyaron un voto de no confianza contra 40 que apoyan a Corbyn. El 11 de julio de 2016 se convocó una elección de liderazgo oficial cuando Angela Eagle lanzó un desafío contra Corbyn. Pronto se unió a su rival Owen Smith, lo que provocó que Eagle se retirara el 19 de julio de 2016 para garantizar que solo hubiera un candidato en la boleta electoral. El 24 de septiembre de 2016, Corbyn mantuvo el liderazgo del partido con una mayor participación en la votación. Al final del concurso, la membresía de Labour había crecido a más de 500 000, convirtiéndose en el mayor partido político en términos de membresía en Europa Occidental.
Tras la decisión del partido de apoyar el Proyecto de ley de la Unión Europea (Notificación de retiro) de 2017, al menos tres ministros del gabinete en la sombra, todos representando circunscripciones que votaron para permanecer en la UE, renunciaron a su cargo como resultado de la decisión del partido de invocar el Artículo 50 del Tratado de la Unión Europea bajo la factura. 47 de 229 diputados laboristas votaron en contra del proyecto de ley (en desafío al látigo de tres líneas del partido). Inusualmente, los rebeldes frontales no enfrentaron el despido inmediato. Según el New Statesman, aproximadamente 7000 miembros del Partido Laborista también renunciaron en protesta por la postura del partido; Este número ha sido confirmado por fuentes sindicalistas superiores.
El 18 de abril de 2017, la primera ministra Theresa May anunció que buscaría una elección rápida inesperada el 8 de junio de 2017. Corbyn dijo que acogía con satisfacción la propuesta de mayo y que su partido apoyaría la decisión del gobierno en la votación parlamentaria anunciada para el 19 de abril. La super-mayoría necesaria de dos tercios se logró cuando 522 de los 650 miembros del Parlamento votaron a favor. Algunas de las encuestas de opinión mostraron una ventaja conservadora de 20 puntos sobre el Partido Laborista antes de que se convocara la elección, pero esta ventaja se había reducido el día de la elección general de 2017, que dio lugar a un parlamento colgado. A pesar de permanecer en la oposición por su tercera elección consecutiva, Labor, con un 40,0 % ganó la mayor parte de la votación desde 2001, obtuvo una ganancia neta de 30 escaños para alcanzar 262 parlamentarios en total, y, con un swing del 9,6 %, logró el mayor aumento de puntos porcentuales en su proporción de votos en una sola elección general desde 1945. Inmediatamente después de la elección, el número de miembros aumentó en 35 000. En julio de 2017, los sondeos de opinión sugirieron que el Partido Laborista lidera a los conservadores, del 45 % al 39 %, mientras que una encuesta de YouGov le dio al Trabajo una ventaja de 8 puntos sobre los conservadores.
Elecciones generales del Reino Unido de 2019
Las elecciones generales de 2019 en el Reino Unido se celebraron el jueves 12 de diciembre de 2019. El 6 de noviembre de ese año, el presidente del Gobierno británico, Boris Johnson, tras haber sido autorizado para ello por la Cámara de los Comunes y la Cámara de los Lores británicas, y previa deliberación del Consejo de Ministros británico, propuso la disolución del Parlamento británico y la convocatoria de elecciones anticipadas. La reina Isabel II la decretó inmediatamente.
Estas elecciones fueron convocadas por el Gobierno británico con el fin de dar una solución a la posible salida del Reino Unido de la Unión Europea, popularmente llamada como Brexit. Dicho proceso fue aprobado por el pueblo británico en un referéndum vinculante celebrado el 23 de junio de 2016, pero permanece bloqueado desde entonces en el Parlamento británico por divergencias de los distintos grupos políticos en cuanto a la futura relación que el Reino Unido debe o no mantener con la Unión Europea.
Tras perder su mayoría parlamentaria en las elecciones generales de 2017, el Partido Conservador gobernó en minoría con el apoyo del Partido Unionista Democrático (DUP). La primera ministra, Theresa May, dimitió en julio de 2019 tras no conseguir en repetidas ocasiones aprobar su acuerdo de retirada del Brexit en el Parlamento. Johnson la sucedió como líder del Partido Conservador y como primer ministro en julio de 2019. Johnson no pudo persuadir al Parlamento para que aprobara un acuerdo de retirada revisado para fines de octubre, y optó por convocar elecciones anticipadas, que la Cámara de los Comunes apoyó bajo la Ley de Elecciones Generales Parlamentarias Anticipadas de 2019. Las encuestas de opinión mostraron una firme ventaja de los conservadores frente al opositor Partido Laborista durante toda la campaña.
Los conservadores ganaron 365 escaños, su mayor número y proporción desde las elecciones generales de 1987, y registraron su mayor porcentaje de voto popular desde 1979; muchos de sus avances se lograron en escaños que antes se consideraban seguros para el Partido Laborista, apodado el muro rojo, que había votado firmemente a favor de la retirada británica de la UE en el referéndum de membresía de la Unión Europea de 2016. El Partido Laborista obtuvo 202 escaños, su menor número desde las elecciones generales de 1935.   El Partido Nacional Escocés (SNP) logró una ganancia neta de 13 escaños con el 45 por ciento de los votos en Escocia, ganando 48 de los 59 escaños allí.  Los Liberal Demócratas aumentaron su porcentaje de votos al 11,6 por ciento, pero ganaron sólo 11 escaños, una pérdida neta de uno desde la última elección. La líder del partido, Jo Swinson, perdió su escaño ante el SNP, lo que desencadenó las elecciones de liderazgo del partido de 2020, que ganó Ed Davey.  El DUP ganó una pluralidad de escaños en Irlanda del Norte. El Partido Socialdemócrata y Laborista (SDLP) y el Partido Alianza de Irlanda del Norte (APNI) recuperaron representación parlamentaria mientras que el DUP perdió escaños.
El resultado de la elección le dio a Johnson el mandato que buscaba del electorado para implementar formalmente la retirada del Reino Unido de la Unión Europea y completar la derogación de la Ley de Comunidades Europeas de 1972 el 31 de enero de 2020. Jeremy Corbyn, líder del Partido Laborista en las elecciones, renunció, lo que desencadenó las elecciones de liderazgo del partido de 2020, que ganó su secretario para el Brexit en la sombra, Keir Starmer. Jane Dodds, líder de los Demócratas Liberales en Gales, también fue derrotda en Brecon y Radnorshire.  En Irlanda del Norte, los parlamentarios nacionalistas irlandeses superaron en número a los unionistas por primera vez, aunque el voto popular unionista se mantuvo más alto, con un 43,1 por ciento, y los siete parlamentarios del Sinn Féin no ocuparon sus escaños debido a su tradición de abstencionismo.

### Periodo post-Brexit
Starmer defiende su equidistancia entre las diferentes facciones del partido reivindicando el legado tanto de Blair como de Corbyn.
Aunque ha sido uno de los colaboradores más estrechos de Jeremy Corbyn, han tenido frecuentes fricciones. En relación con el Brexit insistió en defender un segundo referéndum para revertir la salida de la UE mientras Corbyn mantenía una posición neutral.
En julio de 2024, llevó al Partido Laborista a una victoria en las elecciones generales, poniendo fin a catorce años de gobierno del Partido Conservador y convirtiendo al laborismo en el partido mayoritario en la Cámara de los Comunes, y sucediendo a Rishi Sunak como primer ministro.

## Elecciones

### Elecciones generales
|  | 1,8 % |

|  | 4,8 % |

|  | 7,6 % |

|  | 7,1 % |

|  | 21,5 % |

|  | 29,7 % |

|  | 30,7 % |

|  | 33,3 % |

|  | 37,1 % |

|  | 30,8 % |

|  | 38,0 % |

|  | 49,71 % |

|  | 46,1 % |

|  | 48,8 % |

|  | 46,4 % |

|  | 43,8 % |

|  | 44,1 % |

|  | 48,0 % |

|  | 43,1 % |

|  | 37,2 % |

|  | 39,2 % |

|  | 36,9 % |

|  | 27,6 % |

|  | 30,8 % |

|  | 34,4 % |

|  | 43,21 % |

|  | 40,7 % |

|  | 35,2 % |

|  | 29,0 % |

|  | 30,4 % |

|  | 40,0 % |

|  | 32,08 % |

|  | 33,70 % |

### Elecciones al Parlamento Europeo
| Elección | Líder            | Resultados     | Resultados | Escaños | Dif. |
| Elección | Líder            | Votos          | %          | Escaños | Dif. |
| -------- | ---------------- | -------------- | ---------- | ------- | ---- |
| 1979     | James Callaghan  | 4.253.207 (#2) | 31,6 %     | 17/78   | –    |
| 1984     | Neil Kinnock     | 4.865.261 (#2) | 34,7 %     | 32/78   | 15   |
| 1989     | Neil Kinnock     | 6.153.661 (#1) | 40,1 %     | 45/78   | 13   |
| 1994     | Margaret Beckett | 6.753.881 (#1) | 42,6 %     | 62/84   | 17   |
| 1999     | Tony Blair       | 2.803.821 (#2) | 28,0 %     | 29/84   | 33   |
| 2004     | Tony Blair       | 3.718.683 (#2) | 22,6 %     | 19/78   | 10   |
| 2009     | Gordon Brown     | 2,381,760 (#3) | 15,7 %     | 13/72   | 6    |
| 2014     | Ed Miliband      | 4,020,646 (#2) | 24,4 %     | 20/73   | 7    |
| 2019     | Jeremy Corbyn    | 2.347.255 (#3) | 13,7 %     | 10/73   | 10   |

### Elecciones generales escocesas
|  | 33,6 % |

|  | 29,3 % |

|  | 29,2 % |

|  | 26,3 % |

|  | 19,1 % |

|  | 18,0 % |

### Elecciones generales galesas
|  | 35,4 % |

|  | 36,6 % |

|  | 29,6 % |

|  | 36,9 % |

|  | 31,5 % |

|  | 36,1 % |

## Líderes
- Keir Hardie, 1906–1908
- Arthur Henderson, 1908–1910
- George Nicoll Barnes, 1910–1911
- Ramsay MacDonald, 1911–1914
- Arthur Henderson, 1914–1917
- William Adamson, 1917–1921
- John Robert Clynes, 1921–1922
- Ramsay MacDonald, 1922–1931. Primer ministro del Reino Unido, 1924-1924, 1929-1935.
- Arthur Henderson, 1931–1932
- George Lansbury, 1932–1935
- Clement Attlee, 1935–1955. Primer ministro del Reino Unido, 1945-1951.
- Hugh Gaitskell, 1955–1963
  - George Brown, 1963 (interino)
- Harold Wilson, 1963–1976. Primer ministro del Reino Unido, 1964-1970, 1974-1976.
- James Callaghan, 1976–1980. Primer ministro del Reino Unido, 1976-1979.
- Michael Foot, 1980–1983
- Neil Kinnock, 1983–1992
- John Smith, 1992–1994
  - Margaret Beckett, 1994 (interina)
- Tony Blair, 1994–2007. Primer ministro del Reino Unido, 1997-2007.
- Gordon Brown, 2007–2010. Primer ministro del Reino Unido, 2007-2010.
  - Harriet Harman, 2010 (interina)
- Ed Miliband, 2010-2015
  - Harriet Harman, 2015 (interina)
- Jeremy Corbyn, 2015-2020
- Keir Starmer, 2020-actualidad